# Guangzhou International Women's Open 2017
Guangzhou International Women's Open 2017 — жіночий тенісний турнір, що проходив на відкритих кортах з твердим покриттям. Це був 14-й за ліком Guangzhou International Women's Open. Належав до категорії International у рамках Туру WTA 2017. Відбувся в Гуанчжоу (Китай). Тривав з 18 до 23 вересня 2017 року.

## Очки і призові
| Дисципліна       | П   | Ф   | ПФ  | ЧФ | 1/8 | 1/16 | Q   | Q2  | Q1  |
| Одиночний розряд | 280 | 180 | 110 | 60 | 30  | 1    | 18  | 12  | 1   |
| Парний розряд    | 280 | 180 | 110 | 60 | 1   | Н/Д  | Н/Д | Н/Д | Н/Д |

### Призові гроші
| Дисципліна       | П       | Ф       | ПФ      | ЧФ     | 1/8    | 1/161  | Q2     | Q1   |
| Одиночний розряд | $43,000 | $21,400 | $11,500 | $6,175 | $3,400 | $2,100 | $1,020 | $600 |
| Парний розряд *  | $12,300 | $6,400  | $3,435  | $1,820 | $960   | Н/Д    | Н/Д    | Н/Д  |

1 Кваліфаєри отримують і призові гроші 1/16 фіналу

* на пару

## Учасниці основної сітки в одиночному розряді

### Сіяні пари
| Країна    | Гравчиня        | Рейтинг1 | Сіяна |
| --------- | --------------- | -------- | ----- |
| КНР       | Пен Шуай        | 24       | 1     |
| КНР       | Ч Шуай          | 28       | 2     |
| Естонія   | Анетт Контавейт | 30       | 3     |
| Україна   | Леся Цуренко    | 39       | 4     |
| Бельгія   | Елісе Мертенс   | 41       | 5     |
| Франція   | Алізе Корне     | 45       | 6     |
| Австралія | Саманта Стосур  | 49       | 7     |
| США       | Алісон Ріск     | 50       | 8     |

- 1 Рейтинг подано станом на 11 вересня 2017.

### Інші учасниці
Нижче наведено учасниць, які отримали вайлдкард на участь в основній сітці:
- Пен Шуай
- Ю Сяоді
- Ч Шуай

Учасниця, що потрапила в основну сітку завдяки захищеному рентингові:
- Ребекка Петерсон

Нижче наведено гравчинь, які пробились в основну сітку через стадію кваліфікації:
- Лізетт Кабрера
- Гао Сіню
- Леслі Керкгове
- Лу Цзінцзін
- Іпек Сойлу
- Чжан Кайлінь

### Відмовились від участі
До початку турніру
- Ана Богдан → її замінила  Ребекка Петерсон
- Сабіне Лісіцкі → її замінила  Яна Фетт
- Чжен Сайсай → її замінила  Джасмін Паоліні
- Чжу Лінь → її замінила  Родіонова Аріна Іванівна

### Знялись
- Патріча Марія Ціг

## Учасниці основної сітки в парному розряді

### Сіяні пари
| Країна     | Гравчиня       | Країна     | Гравчиня               | Рейтинг1 | Сіяна |
| ---------- | -------------- | ---------- | ---------------------- | -------- | ----- |
| Бельгія    | Елісе Мертенс  | Нідерланди | Демі Схюрс             | 96       | 1     |
| Австралія  | Монік Адамчак  | Австралія  | Сторм Сендерз          | 165      | 2     |
| Нідерланди | Леслі Керкгове | Білорусь   | Лідія Морозова         | 206      | 3     |
| США        | Жаклін Како    | Болгарія   | Александріна Найденова | 210      | 4     |

- 1 Рейтинг подано станом на 11 вересня 2017.

### Інші учасниці
Нижче наведено пари, які отримали вайлдкард на участь в основній сітці:
- Ґо Мейці /  Сунь Сюйлю

## Переможниці та фіналістки

### Одиночний розряд
- Ч Шуай —  Александра Крунич, 6–2, 3–6, 6–2

### Парний розряд
- Елісе Мертенс /  Демі Схюрс —  Монік Адамчак /  Сторм Сендерз, 6–2, 6–3